# Großsteingrab Lütgendorf
Das Großsteingrab Lütgendorf (auch Großsteingrab Lütgendorf-Blücherhof oder Hünenkeller genannt) ist eine megalithische Grabanlage der jungsteinzeitlichen Trichterbecherkultur bei Lütgendorf, einem Ortsteil von Klocksin im Landkreis Mecklenburgische Seenplatte (Mecklenburg-Vorpommern). Es trägt die Sprockhoff-Nummer 421.

## Lage
Das Grab befindet sich westlich von Lütgendorf auf einem Hügel, der wohl noch bis ins 20. Jahrhundert hinein auf offenem Feld stand. Heute ist der Standort bewaldet.

## Beschreibung
Carl Christoph von Bülow konnte 1872 noch eine beeindruckende Anlage feststellen, die Reste einer steinernen Umfassung aufwies, während die Hügelschüttung an der Süd- und Westseite durch Beackerung bereits eingeebnet worden war. Ernst Sprockhoff fand das Grab 1934 in deutlich schlechterem Zustand vor. Zwei Wandsteine der östlichen Langseite waren noch vorhanden. Nur der mittlere stand noch in situ, ein weiterer war nur noch zur Hälfte erhalten. Ein Wandstein der westlichen Langseite war ins Innere der Kammer gestürzt. Zwei Decksteine lagen verschleppt umher. Die Grabkammer war etwa nord-südlich orientiert und besaß vermutlich ursprünglich vier Wandsteinpaare an den Langseiten. Eine Bestimmung des Grabtyps war nicht sicher möglich. Die Kammer hatte eine Länge von 7,0 m und eine Breite zwischen 1,8 und 2,0 m. Mittlerweile ist nur noch ein Stein vorhanden.